# Witney
Witney es una localidad británica perteneciente al condado de Oxfordshire, en el margen del río Windrush, 19 km al oeste de Oxford, en Inglaterra. Tenía una población de 22 765 habitantes en 2001.

## Ciudades hermanas
Witney está hermanada con:
- Unterhaching (Alemania)
- Le Touquet (Francia)